# Horizon Zero Dawn Remastered
Horizon Zero Dawn Remastered — компьютерная игра в жанре action/RPG, разработанная нидерландскими студиями Guerrilla Games и Nixxes Software. Издана Sony Interactive Entertainment для игровых приставок PlayStation 5 и персональных компьютеров под управлением Windows. Является обновлённой и усовершенствованной версией игры Horizon Zero Dawn: Complete Edition. Выход игры состоялся 31 октября 2024 года.

## Описание
Horizon Zero Dawn Remastered является ремастером игры Horizon Zero Dawn, вышедшей в 2017 году, включая дополнение Horizon Zero Dawn: The Frozen Wilds. По словам художественного директора Guerrilla Games Жана-Барта ван Бика, Horizon Zero Dawn Remastered содержит более 10 часов перезаписанного звука и новый захват движений, а также улучшенные модели персонажей, анимацию, освещение и текстуры, благодаря которым, как утверждает ван Бик, качество визуализации игры находится на уровне её сиквела Horizon Forbidden West, вышедшего в 2022 году. Игра имеет улучшенный звук и рендеринг Atmos. Наряду с перенесёнными из оригинальной игры функциями доступности в Horizon Zero Dawn Remastered добавлена новая, которая может уведомлять игроков об интерактивных элементах, которые ранее помечались только визуально (например, подбираемые предметы), с помощью звука и тактильной обратной связи; также многие новые функции доступности заимствованы из сиквела Horizon Forbidden West. Новая версия игры полностью поддерживает преимущества PS5 Pro, а на ПК включает в себя оверлей PlayStation с поддержкой Trophy и имеет свой собственный набор функций, таких как поддержка сверхшироких разрешений и новейших технологий повышения производительности с генерацией кадров, включая DLSS 3 и FSR 3.1. У игрока имеется возможность перенести существующие сохранения из старой версии игры в новую.

## Разработка и выпуск
Слухи о работе Sony и Guerrilla над ремастером Horizon Zero Dawn для PlayStation 5 появились в октябре 2022 года: инсайдеры утверждали, что разработчики хотят довести графику игры до уровня Horizon Forbidden West, поэтому ремастер якобы должен был получить переработанные модели персонажей, анимации и освещение.
По словам художественного директора Guerrilla Games Жана-Барта ван Бика, стимулом к разработке ремастера послужил тот факт, что семь лет с момента выхода оригинальной игры — это долгий срок, когда речь идет о компьютерной графике, поскольку технологии постоянно совершенствуются. Разработчики хотели, чтобы новые игроки, которые знакомятся с франшизой, могли сделать это с версией игры, отвечающей технологическому уровню PlayStation 5 или современного ПК. Над ремастерингом игры работала компания Nixxes Software.
Horizon Zero Dawn Remastered была официально анонсирована 24 сентября 2024 года на мероприятии State of Play, организуемом Sony. Был опубликован трейлер ремастера, показывающий графические улучшения игровых пейзажей и персонажей, а также была обнародована дата выхода — 31 октября. 3 октября игра стала доступна для предварительных заказов как на физических носителях, так и в цифровом виде. Игра может быть приобретена отдельно за 50 долларов, но при наличии у игрока PS4- или ПК-версии оригинальной игры в магазинах PlayStation Store, Steam и Epic Games Store действует специальное предложение за 10 долларов — в том числе для тех игроков, которые приобрели Horizon Zero Dawn бесплатно в рамках программы Sony Play at Home во время карантина из-за пандемии COVID-19.
Выход игры состоялся 31 октября 2024 года.

## Отзывы прессы
| Сводный рейтинг       | Сводный рейтинг |
| Агрегатор             | Оценка          |
| --------------------- | --------------- |
| Metacritic            | 85/100          |
| Иноязычные издания    |                 |
| Издание               | Оценка          |
| Eurogamer             | [ 11 ]          |
| Gameblog              | 8/10            |
| Hardcore Gamer        | 4,5/5           |
| IGN                   | 8/10            |
| Push Square           | [ 16 ]          |
| RPGFan                | 82/100          |
| WorthPlaying          | 7,5/10          |
| Русскоязычные издания |                 |
| Издание               | Оценка          |
| GameMAG.ru            | 8/10            |

Джон Линнеман от ресурса Digital Foundry написал подробную техническую рецензию на Horizon Zero Dawn Remastered, в которой положительно оценил работу Nixxes Software по ремастерингу оригинальной игры. Автор обзора отметил полностью переработанную визуализацию системы ландшафта и листвы, значительное улучшение мелких деталей и повышение уровня детализации. Также Линнеман обратил внимание на улучшенные эффекты и «потрясающий» новый рендеринг воды и выразил мнение, что качество визуализации воды находится где-то посередине между оригинальной Horizon Zero Dawn, в которой отрисовка воды характеризовалась рецензентом скорее негативно, и сиквелом Horizon Forbidden West. Рецензент отметил увеличение уровня атмосферности снега и дождя, наличие следов, оставляемых главной героиней на снегу и песке, а также новую визуализацию облаков. По информации Линнемана, вся игра была заново переосвещена, что в сочетании с новыми технологиями даёт «гораздо более поразительные результаты», чем в оригинальной Horizon Zero Dawn. Автор обзора отметил также переработанную визуализацию персонажей: по его словам, хотя базовые полигональные сетки остались в основном теми же, что и в оригинальной игре, разработчики переработали материалы, и кожа персонажей стала более реалистичной; Элой, которая подверглась самым существенным улучшениям, получила более качественно проработанные волосы. Заново сделанный захват движений, по мнению Линнемана, не дотягивает до сиквела, но новые сцены разговоров между персонажами были охарактеризованы как «свежие» и более естественно выглядящие для зрителя в особенности за счёт совершенно новых углов камеры, движений и лицевой анимации. Также положительной оценки рецензента удостоились звуковые улучшения. Дастин Бейли от сайта GamesRadar, ссылаясь на статью Линнемана, выразил мнение, что Horizon Zero Dawn Remastered можно называть почти полноценным ремейком за счёт объёма работы, выполненного над ним.
Согласно информации агрегатора рецензий Metacritic, Horizon Zero Dawn Remastered получает преимущественно положительные отзывы прессы. Рецензенты положительно оценивают улучшения, сделанные в рамках ремастера, хотя многие из них и сходятся во мнении, что в создании новой версии игры не было большой необходимости.